# 古比奥主教座堂
43°21′13″N 12°34′48″E / 43.35361°N 12.58000°E

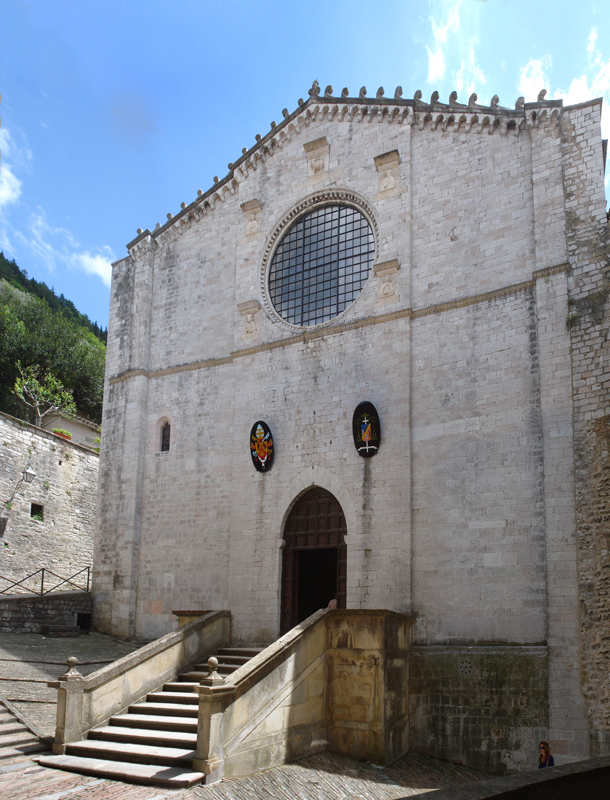

古比奥主教座堂（Chiesa Cattedrale dei Santi Mariano e Giacomo）是天主教古比奥教区的主教座堂，位于意大利中部翁布里亚大区的古比奥。建于12-14世纪。

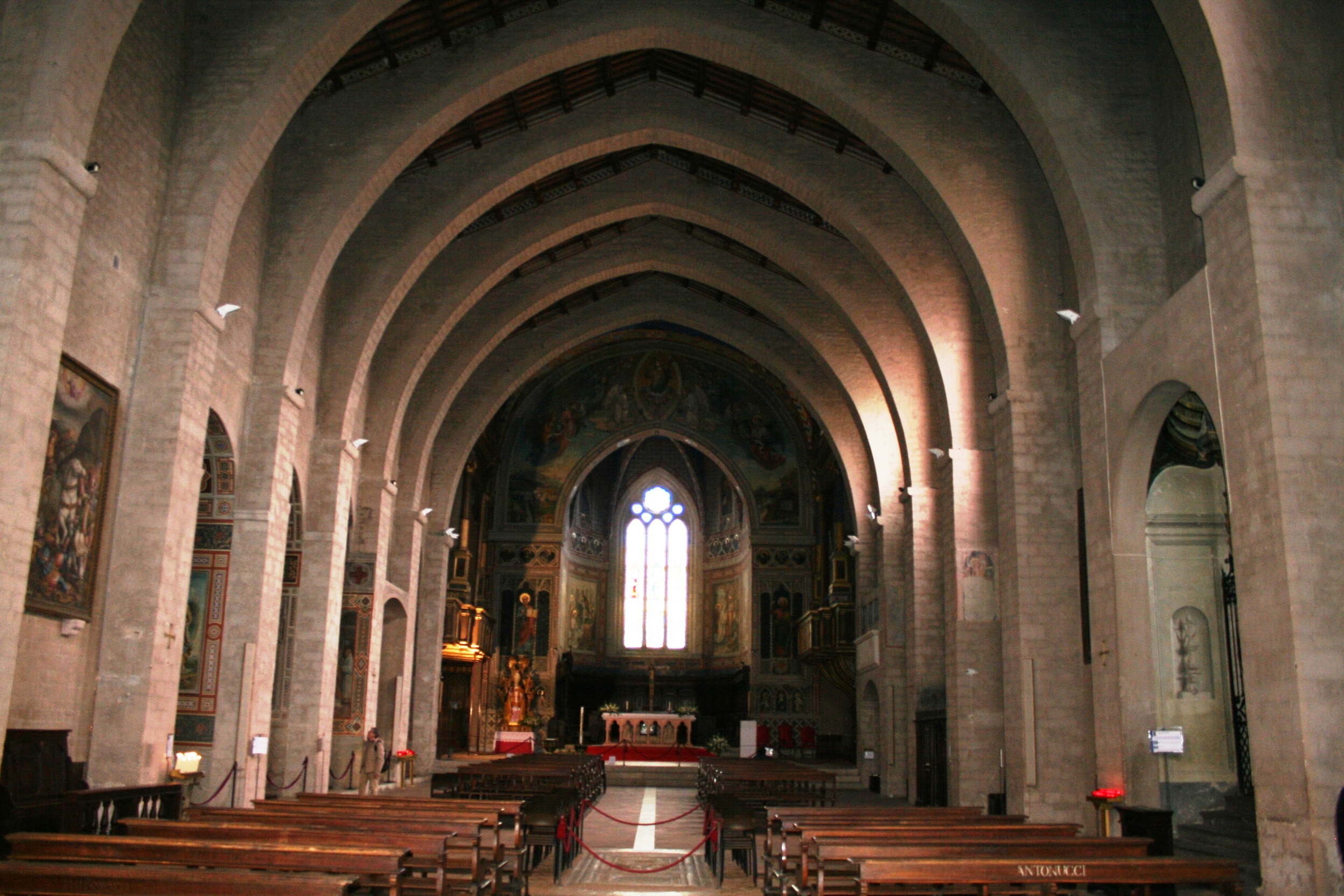
内部